# Izalzu - Itzaltzu
Izalzu (Itzaltzu trong tiếng euskera dưới dạng đồng chính thức) là một đô thị ở Cộng đồng tự trị Navarra (Tây Ban Nha). Đô thị này nằm trong thung lũng Salazar, trong Merindad de Sangüesa cự ly 88Km so với tỉnh lỵ, Pamplona. Dân số năm 2006 là 47 người (INE).